# Lycianthes hortulana
Lycianthes hortulana là loài thực vật có hoa trong họ Cà. Loài này được Standl. & L.O. Williams mô tả khoa học đầu tiên năm 1952.